# Polská krev (film, 1934)
Polská krev je film režiséra Karla Lamače, z roku 1934. Scénář napsali: Václav Wasserman a Peter Ort. Film byl natočen v československo-rakouské koprodukci a byl natočen ve dvou verzích – české a německé. Scénář byl napsán podle libreta Leo Steina ke stejnojmenné operetě, na námět povídky Slečna selka A. S. Puškina. Scénografii filmu navrhli: Bohumil Heš a Štěpán Kopecký.
Ve filmu byla použita hudba Oskara Nedbala, v úpravě Járy Beneše. Hudbu nahrál Pražský symfonický orchestr..
V české verzi filmu hráli mj.:
- Anny Ondráková,  jako Helena Zarembová
- Theodor Pištěk, jako statkář Jan Zaremba, otec Heleny
- Štefan Hoza, jako hrabě Bolko Baranský
- Růžena Šlemrová, jako Jadwiga Kwasińska, majitelka taneční školy
- Alena Frimlová, jako Wanda Kwasinskaj
- Ludvík Veverka, jako Bronio Popiel
- Václav Trégl, jako Dynša, správce na statku Baranského
- Alois Dvorský, jako Kosťa, sluha

V německé verzi filmu hrál mj.:
- Anny Ondráková,  jako Helena Zarembová
- Hans Moser, jako statkář Jan Zaremba
- Ivan Petrovič, jako hrabě Bolko Baranský
- Margarete Kupferová,  jako Jadwiga Kwasinska
- Hilde Hildebrandová,  jako Wanda Kwasinskaj
- Rudolf Carl, jako Bronio Popiel
- Paul Rehkopf, jako Dymša
- Karl Platen jako Kosťa